# Columna (espeleotema)

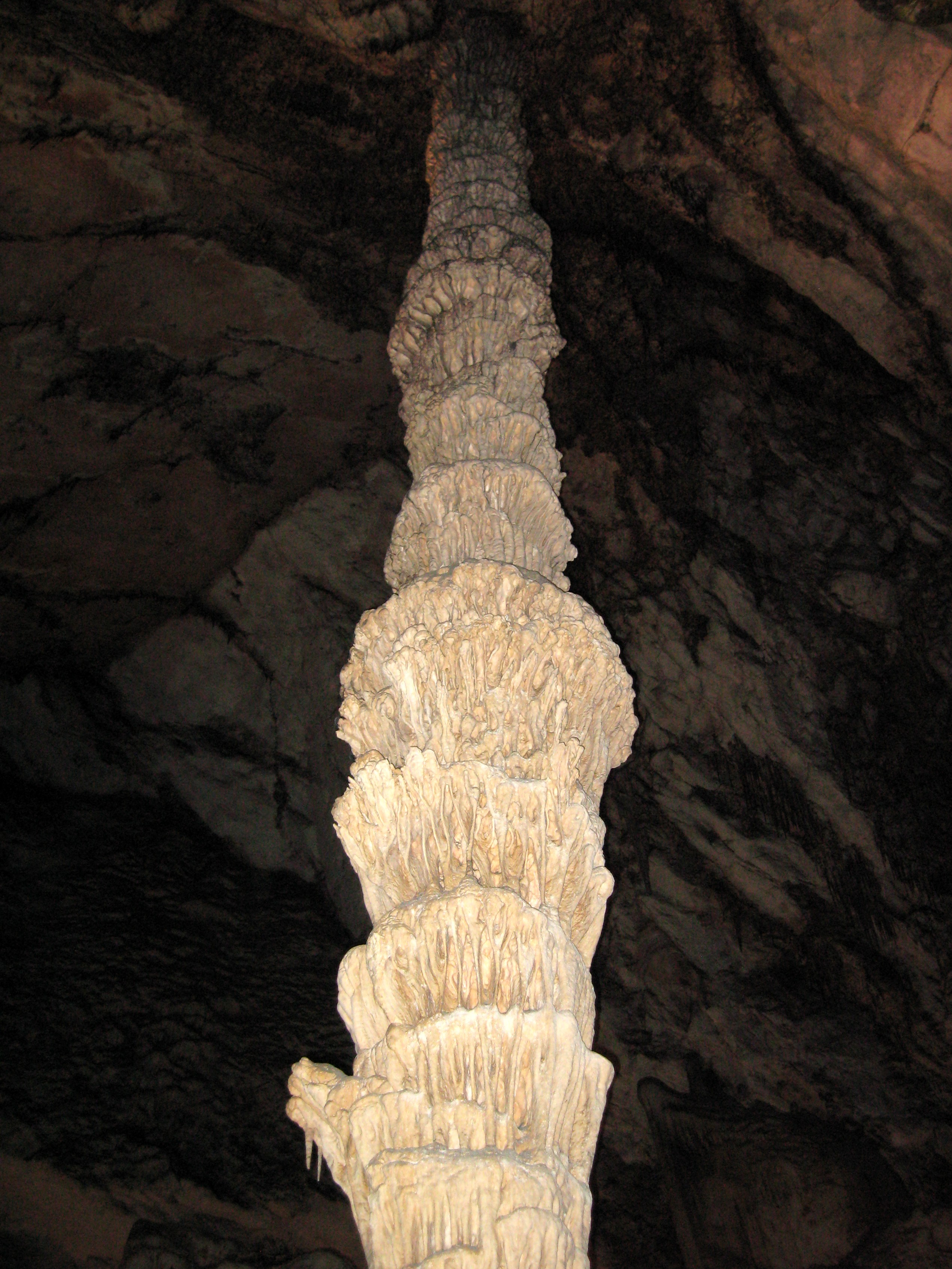
Columna de les Coves d'Artà, Capdepera, Mallorca

Una columna és un espeleotema resultant de la unió d'una estalactita amb l'estalagmita situada sota ella. Després de la unió comença el creixement en amplària a causa del flux laminar que recorre les parets de la columna. La morfologia que adopta la columna depèn de diversos factors: quantitat d'aigua que flueix, uniformitat d'aquest flux, concentració de carbonats en l'aigua i concentració d'altres substàncies.